# NGC 6992
NGC 6992 (Caldwell 33) est une région des Dentelles du Cygne situées dans la constellation du même nom. NGC 6992 se situe dans la partie nord-est de ce rémanent de supernova. NGC 6992 a été découverte par l'astronome germano-britannique William Herschel en 1784.

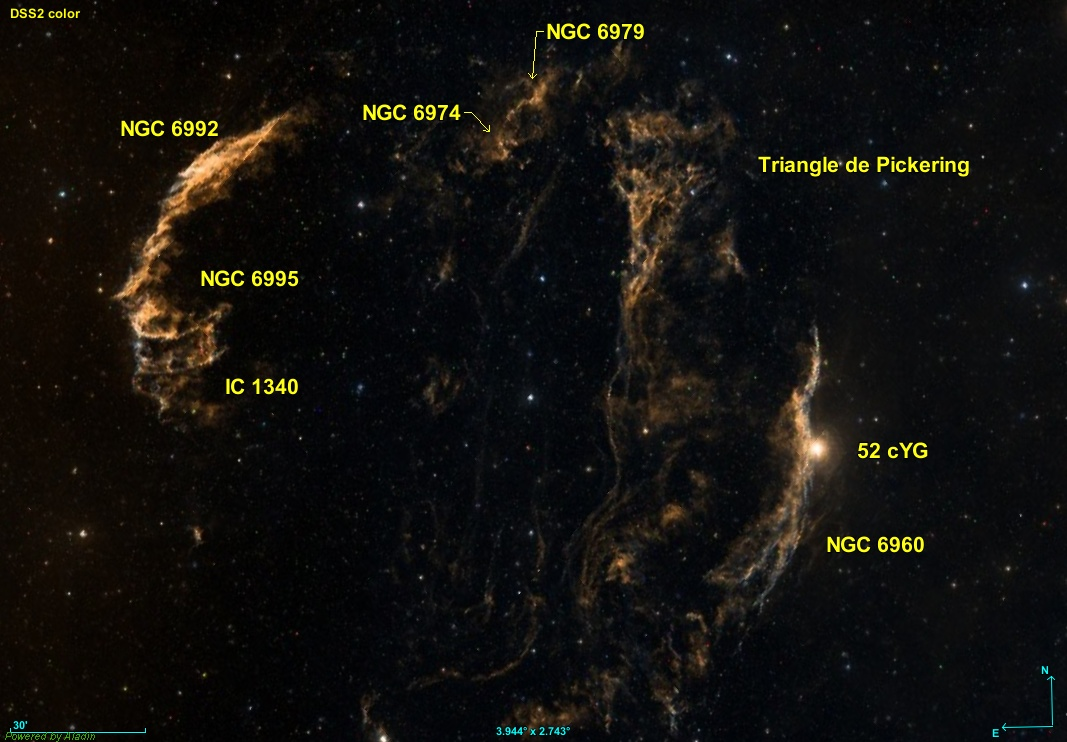
Cinq entrées du catalogue NGC et une du catalogue IC sont présentes dans ce rémanent de supernova.

L'entier rémanent de supernova occupe une région d'environ 3 degrés de diamètre, soit environ six fois le diamètre angulaire de la pleine lune, ce qui correspond à une taille de 110 années-lumière. Les Dentelles du Cygne renferment plusieurs autres objet du New General Catalogue et un autre de l'Index Catalogue comme le montre la figure ci-contre.

## Galerie

NGC 6992 photographiée par un astronome amateur.
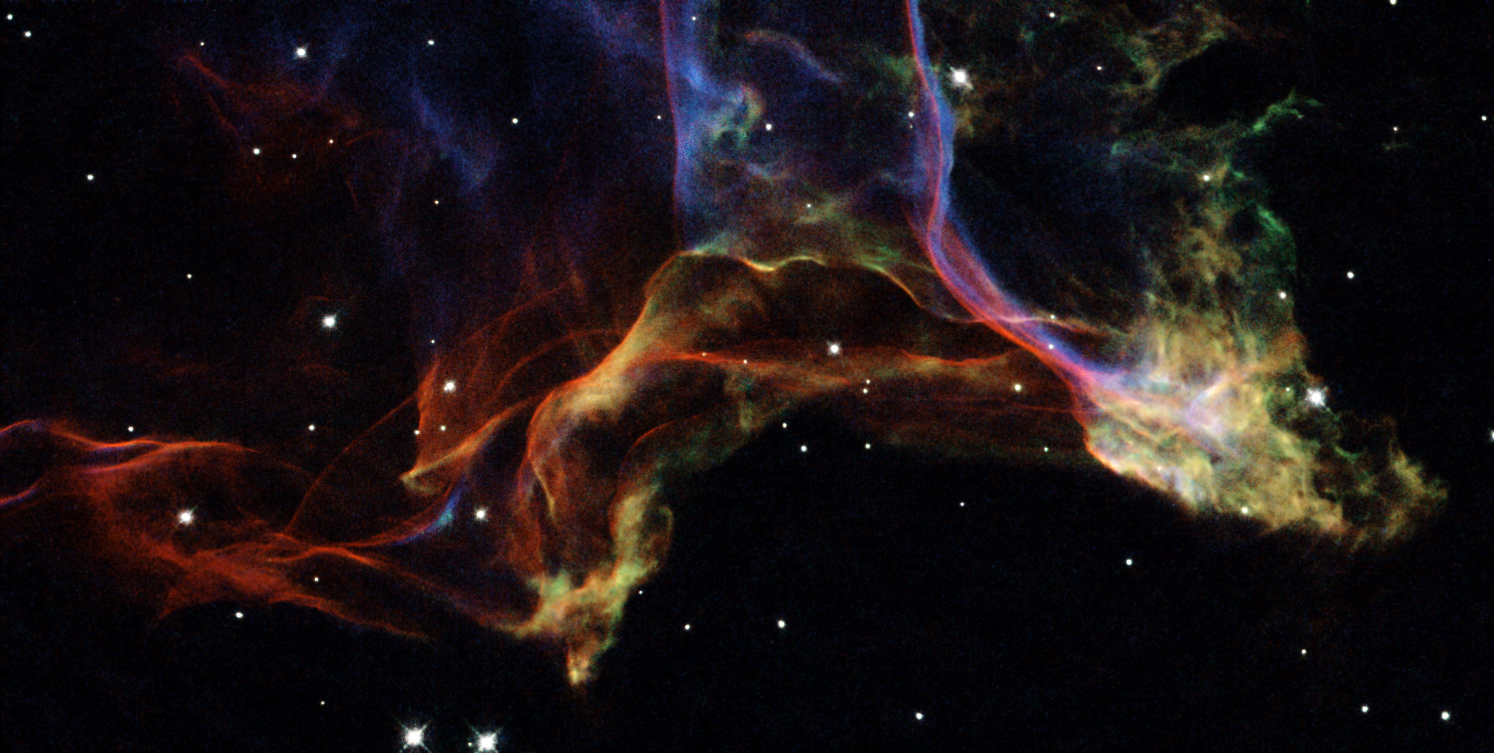
Détail de NGC 6992 par le télescope spatial Hubble.